# Sherman Firefly
Sherman Firefly (Шерман Файрфлай — Шерман-светлячок) — танки М4 и М4А4 британской армии, перевооружённые «17-фунтовой» (76,2 мм) противотанковой пушкой. Sherman IC (на базе M4) и Sherman VC (на базе M4A4). 17-фунтовая пушка установлена в обычной башне, маск-установка специально разработана для данного орудия.
Пушка Ordnance QF 17 pounder Mk.IV нарезная, калибр 76,2-мм, длина ствола 55 калибров, шаг нарезов 30 калибров, затвор скользящий горизонтальный, полуавтоматический, заряжание унитарное. Пушка оснащена дульным тормозом с противовесом.
Боекомплект орудия составляет 77 выстрелов, и размещен следующим образом: 5 выстрелов размещается на полу корзины башни, 14 выстрелов на месте ассистента водителя, 58 выстрелов в трех боеукладках на полу боевого отделения.
Модификация состояла в смене орудия и маск-установки, выносе радиостанции во внешний ящик, установленный на задней части башни, отказе от ассистента водителя (на его месте размещалась часть боезапаса) и курсового пулемета. Кроме того, из-за большой длины относительно тонкого ствола, менялась система походной фиксации пушки, башня Sherman Firefly в походном положении разворачивалась на 180 градусов, и ствол пушки закреплялся на кронштейне, установленном на крыше моторного отделения. Всего подверглось переделке 699 танков, которые поступали в английские, польские, канадские, австралийские и новозеландские части.
17-фунтовая пушка была приспособлена для использования в качестве танкового орудия, превзойдя по своим качествам любую иную американскую или британскую танковую пушку. Ранние попытки смонтировать 17-фунтовку на существующих шасси не были особо удачными, но пушка оказалась настолько удачной на танке M4 «Шерман», что эта его модификация в спешке была принята на вооружение к моменту высадки в Нормандии как «Шерман Файрфлай». Англичане также переоборудовали несколько своих противотанковых самоходок M10 «Wolverine», заменив американскую трёхдюймовую пушку на свою 17-фунтовую. Получившаяся машина получила название «Ахиллес» (Achilles) или просто «17-фунтовый М10».

## История создания

### Предпосылки
Впервые вопрос о вооружении английских танков 17-фунтовым орудием был поднят на заседании Танкового комитета 9 декабря 1941 года. Предполагалось включить орудие в спецификацию A 29 на большой 45-тонный крейсерский танк. Впоследствии было решено вместо создания нового танка модернизировать существующий — «Кромвель». Так родилась спецификация A 30, итогом работ по которой должен был стать танк «Челленджер». Работы над проектом начались в 1942 году, однако решение модернизировать существующий танк на деле не дало выигрыш по времени — «Челленджер» запаздывал из-за многочисленных технических проблем.
Пока шли работы над «Челленджером», появились ещё две спецификации на танк с 17-фунтовым орудием:
1. A 34, давшая жизнь «Комете»;
2. A 41, согласно которой был разработан «Центурион».

«Комета» попала в войска незадолго перед окончанием войны, «Центурион» же начал службу после её окончания. Эти танки не смогли вовремя удовлетворить насущную потребность в боевых машинах, способных бороться с новыми немецкими танками, обладавшими мощными орудиями и бронированием.

### Энтузиасты из Лалворта

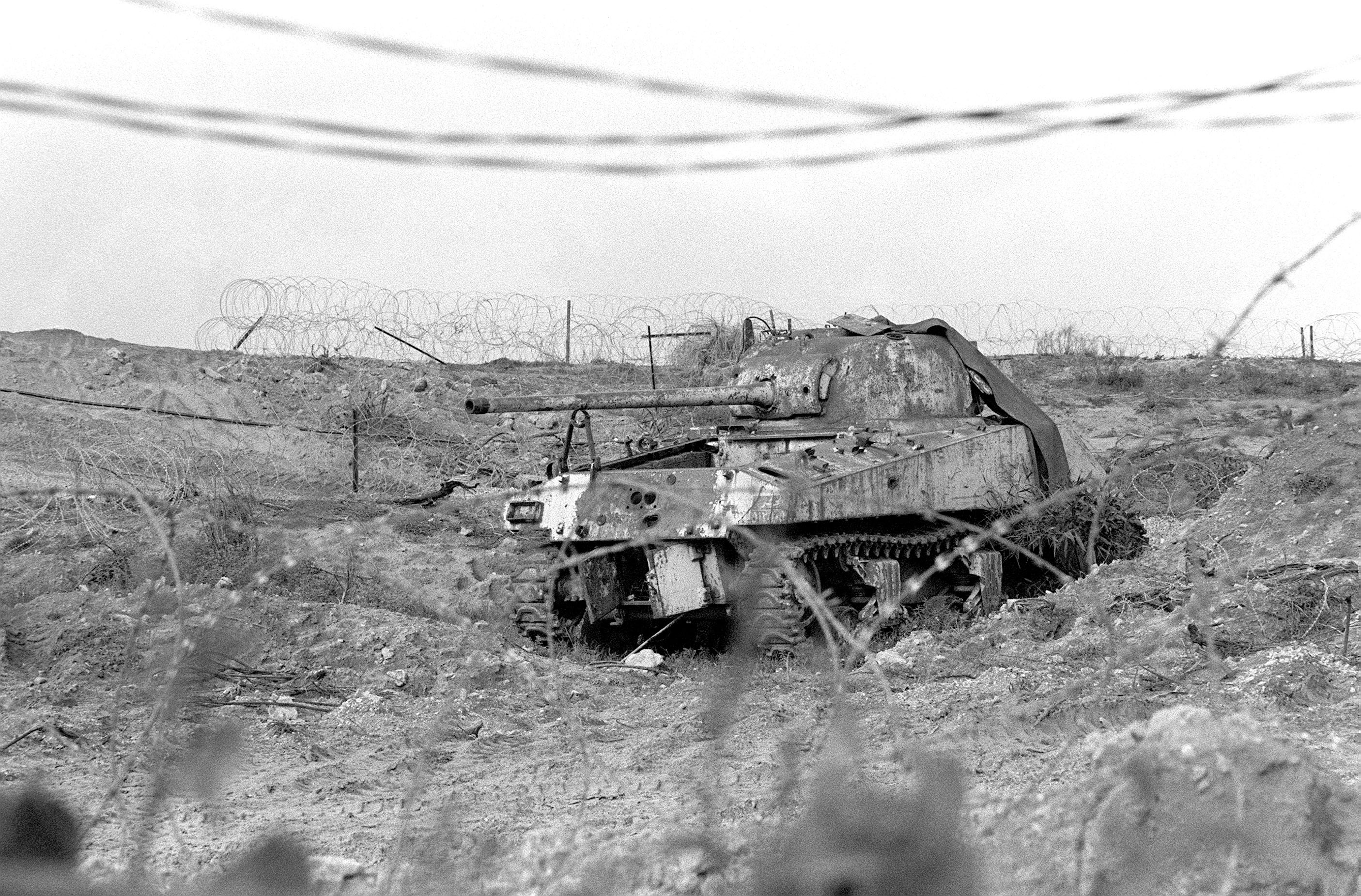
Поврежденный ливанский Sherman Firefly. Башня находится в походном положении — орудием назад.

Появление «Файрфлая» неразрывно связано с деятельностью двух энтузиастов: майора Джорджа Брайти и подполковника Джорджа Уизериджа, служивших в школе огневой подготовки Королевского бронетанкового корпуса в Лалворте, графство Дорсет.
Джордж Брайти был первым, кто решился установить «17-фунтовку» в «Шерман».
Несмотря на то, что в начале 1943 года «Челленджер» уже прошёл начальные стрельбы на полигоне Лалворта, Брайти укрепился в мысли, что именно «Шерман» — наилучшая платформа для 17-фунтового орудия. Его смущало лишь то, что башня американского танка слишком тесна: внутренний объём не вмещал длину отката орудия. Брайти решил проблему оригинальным способом. Его идея заключалась в том, что орудие должно быть жёстко закреплено в орудийной маске, при этом отдача будет компенсироваться не противооткатной системой, а всей массой танка. Действуя по собственной инициативе, Брайти сумел заполучить «Шерман», на котором он собирался проверить свою идею. Именно на этом этапе к нему присоединился подполковник Уизеридж, направленный в Лалворт после возвращения из США. О судьбе подполковника следует рассказать подробней.
Джон Уизеридж незадолго перед войной служил в Лалвортской школе огневой подготовки, будучи коллегой Брайти, однако затем был направлен в Северную Африку. К маю 1942 года Уизеридж командовал ротой «C» 3-го Королевского танкового полка, первым получившего американские средние танки «Грант». В битве за Газалу «Грант» Уизериджа был подбит, а сам он был тяжело ранен. Оправившегося от ран подполковника, как специалиста по вооружению, направили в Египет, в Средневосточную школу огневой подготовки. В январе 1943 года Уизеридж был приглашён американцами в Форт Нокс в качестве советника, обладавшего боевым опытом использования американских танков. Находясь в США, подполковник был восхищён потенциалом американских танков и в особенности — «Шерманом».
В июне 1943 года Уизеридж вернулся из США и был направлен в Лалворт. Прибыв на место, Уизеридж осмотрел «Челленджер» и нашёл в нём массу недостатков. Узнав о затее майора Брайти, подполковник предложил ему свою помощь в реализации проекта, хотя и находил идею майора весьма смелой.
Во время первого пробного отстрела орудия, жёстко установленного в башне, Уизеридж из соображений безопасности поначалу находился вне танка, произведя первые три выстрела посредством спускового шнура. После того, как стало ясно, что выстрелы не приводят к опасным разрушениям, Уизеридж влез в башню и провёл серию из семи выстрелов, также окончившуюся благополучно. Несмотря на успешный отстрел орудия, Уизеридж посоветовал майору Брайти продолжить работы над противооткатной системой ради блага экипажей танков.
Вскоре после испытаний Управление проектирования бронетанковой техники направило в Лалворт директиву, предписывающую прекратить все работы над «Шерманом», вооружённым 17-фунтовым орудием. Уизеридж использовал все свои связи в высших армейских кругах для того чтобы не допустить закрытие проекта. Подполковнику удалось пролоббировать проект в Министерстве снабжения, после чего тот получил официальный статус. Получение статуса министерского проекта привело к тому, что проект забрали из рук энтузиастов и передали в руки профессиональных конструкторов.

## Боевое применение
Будучи единственным танком, способным поражать немецкие тяжёлые танки «Тигр» и «Пантера» на типичных дистанциях реального боя, Sherman Firefly нашёл широкое применение во время высадки союзников в Нормандии.

## Состоял на вооружении
- Аргентина
- Бельгия
- Великобритания
- Индия
- Канада
- Ливан
- Нидерланды
- Пакистан